# Onthophagus igneus
Onthophagus igneus är en skalbaggsart som beskrevs av Nicholas Aylward Vigors 1825. Onthophagus igneus ingår i släktet Onthophagus och familjen bladhorningar. Inga underarter finns listade i Catalogue of Life.